# 聖奧古斯丁 (伊利諾伊州)
聖奧古斯丁（英語：St. Augustine）是位於美國伊利諾伊州諾克斯縣的一個村落。

## 地理
聖奧古斯丁的座標為40°43′10″N 90°24′35″W / 40.71944°N 90.40972°W，而該地最高點為海拔高度196米（即643英尺）。

## 人口
根據2010年美國人口普查的數據，聖奧古斯丁的面積為1.50平方千米，當中陸地面積為1.50平方千米，而水域面積為0.00平方千米。當地共有人口120人，而人口密度為每平方千米80人。